# Delirious?
Delirious foi uma banda cristã do Reino Unido. A banda foi formada por Martin Smith como vocalista e guitarrista, Stuart Garrard (ou Stu G) como guitarrista e vocal de apoio, Jon Thatcher como baixista, Tim Jupp como tecladista e Stew Smith como baterista.

## História
Martin Smith, o vocalista da banda, e Stewart Smith se conheceram na igreja na qual o pai de Jonathan, o baixista, era o pastor. Martin e Stewart tocavam nessa igreja, logo, as músicas começaram a surgir e então eles pensaram em formar a banda. Foram atrás de um guitarrista e de um tecladista e formaram assim a banda com Stuart e Tim em 1992. Dois anos depois eles lançaram seu primeiro álbum, o The Cutting Edge 1, seguido dos outros de mesmo nome, The Cutting Edge 2,3 e 4. Depois do lançamento de álbuns independentes de louvor, o grupo criou seu próprio rótulo chamado Furious?, e lançou um EP, um álbum ao vivo, o Live & In The Can, e em 1997 outro álbum gravado em estúdio, o King of Fools.
Em 1998, Delirious? recebeu uma agradável surpresa, naquele ano quando a música "Deeper" ficou entre as 20 britânicas mais tocadas, algo completamente incomum para um grupo considerado cristão. Durante os anos seguintes a banda lançou diversos álbuns e seguiram fazendo sucesso em todo o mundo Suas músicas são bem conhecidas e cantadas por outras bandas e grupos de música gospel, inclusive foram feitas versões de algumas de suas músicas em português, como "I Could Sing Of Your Love Forever" ("Cantarei Teu Amor para Sempre") por Aline Barros, e por David Quinlan, "The Happy Song" ("A Canção da Alegria") por David Quinlan, interpretado por Fernandinho, "Rain Down" ("Chuva") e "History Maker" ("Feitor da História") interpretado por Lucas Souza. Na conferência da Hillsong Church 2003 em Sydney, Austrália, a banda participou da gravação do DVD "UP: Unified Praise" juntamente com o ministério Hillsong Music.
Em 2009, a banda lançou Kingdom of Comfort, seu último trabalho de músicas inéditas, que foi marcado por uma turnê mundial de despedida que inclusive, passou até mesmo pelo Brasil.
Em 2010, a banda encerrou oficialmente suas atividades. com a gravação de um show de despedida em Londres chamado Farewell Show  e atualmente, o vocalista Martin Smith está divulgando seu primeiro trabalho solo, intitulado "God's Great Dance Floor".

## Discografia

### Álbuns de estúdio
- Cutting Edge 1 and 2 (1993/1994)
- Cutting Edge 2 and 3 (1995/1996)
- King of Fools (1997)
- Mezzamorphis (1999)
- Glo (2000)
- Audio Lessonover? (2001)
- Touch (2002)
- World Service (2003)
- The Mission Bell (2005)
- Kingdom of Comfort (2008)

### Ao vivo
- Live & In The Can (1996)
- d-tour 1997 Live at Southampton (1998)
- Access:d (2002)
- UP: Unified Praise (2004)
- Now Is the Time - Live at Willow Creek (2006)
- Unidos - Delirious? + André Valadão (2008)
- My Soul Sings (2009)
- Farewell Show (2010)

### Compilações
- Deeper: The D:finitive Worship Experience (2002)
- Libertad (2002)
- History Makers: Greatest Hits (2009)